# Nicolás Javier de Goríbar
Nicolás Javier de Goríbar y Martínez-Díaz, o simplemente Goríbar, fue un pintor ecuatoriano de la afamada Escuela Quiteña de arte a finales del siglo XVII e inicios del XVIII. Está emparentado con el famoso pintor Miguel de Santiago, del cual fue discípulo. Goríbar es conocido por sus trabajos bajo el mecenazgo de la orden de los Jesuitas, y en el monasterio de Guápulo.

## Vida y obra

### Primeros años y vida familiar
Goríbar nació en 1666, aunque se desconoce con precisión la fecha. Es originario de la ciudad de Quito y se cree que nació y vivió sus primeros años en el barrio de San Roque. Su papá fue José Valentín de Goríbar y su madre Agustina Martínez Díaz. Se casó con María Guerra y tuvo un hijo Francisco de Borja que sería bautizado el 10 de octubre de 1688 en el santuario de Guápulo. El padrino fue Miguel de Goríbar y quien administró el sacramento sería también su pariente Francisco Martínez. Sobre sus primeros años, se cree que aprendió de Miguel de Santiago, siendo su tallerista más destacado. Alrededor de Guápulo y el arte de Miguel de Santiago giraría su vida, su preparación y aprendería su oficio.
Con Miguel de Santiago tendría también parentesco puesto que su madre fue Juana Ruíz y la abuela de Nicolás Javier se llamaba Mariana Ruíz. Por otro lado Francisco Martínez era probablemente hermano de Agustina Martínez Díaz quien era madre de Goríbar. Sus vidas y obras, por lo tanto se complementaron. Siendo más joven que su maestro Miguel de Santiago, logró vivir veinte años de la madurez de su carrera y después al sobrevivirlo continuó su legado por veinticinco años más. Mientras que al maestro le interesó los artículos del credo y los dogmas católicos, al discípulo le interesó los personajes bíblicos como los profetas y reyes de Judá. Según el historiador José María Vargas juntos fueron la expresión religiosa dentro de la Real Audiencia de Quito que complementaba artísticamente lo enseñado en las universidades de San Gregorio y Santo Tomás

### Desarrollo de su carrera artística

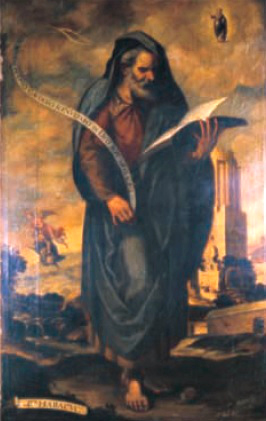
Profeta Haboc, parte de la obra Los Profetas. Iglesia de La Compañía,.

Aunque el trabajo de Goríbar ya puede apreciarse durante la época en la que trabajó con Miguel de Santiago en la Iglesia de Nuestra Señora de Guápulo, es durante su estancia en la hacienda Yurac-Compañía que se empieza a dar a conocer por su propio talento. Algunos fieles de la parroquia le encargan varios trabajos pictóricos, con cuyos pagos pudo mantener a su familia, a la vez que se convirtió en la forma en la que varias de sus obras fueron a parar a colecciones privadas de la actualidad. Por otro lado, es en Guápulo donde se identifica inicialmente a Goríbar ya que hay un lienzo que se le atribuye por su firma “Fecit Goríbar”. Se encuentra en uno de los lados de la nave central y es una réplica de la apariencia de un retablo con la Virgen del Pilar acompañada por cuatro doctores de la Iglesia católica. Además, aquí existen dieciséis lienzos que están inspirados en historias bíblicas. 
Después del terremoto de 1660 en Quito, la iglesia de La Compañía se había venido abajo, y después de una ardua reconstrucción que tomó varios años finalmente estaba lista para empezar a ser decorada. Los jesuitas le encargaron a Goríbar una serie de dieciséis cuadros de los profetas de la Biblia para alojarlos en los pilares de la nave central; esta colección, llamada simplemente "Los Profetas", se convirtió en su primer gran trabajo, y también uno de los más célebres. En 1689 le piden que se haga cargo del retablo de la Iglesia de Guápulo, en la que años atrás había aprendido el oficio junto a su tío; la obra inició algunos años después y fue concluida en 1718. El gran lienzo, de cinco por tres metros en el que se representa la Asunción de la Virgen rodeada de ángeles y santos franciscanos y a la Virgen del Pilar rodeada de los apóstoles, es una de las obras maestras de la pintura barroca americana.
En 1733 es contratado para renovar las pinturas del coro y las celdas del convento de San Francisco. Por la misma época realiza el dibujo de la Provincia Jesuita de Quito, uno de los grabados más importantes de la historia ecuatoriana y que hoy se encuentra en la Biblioteca del Colegio de Salvador, en Buenos Aires.
Pintó para el refectorio de la Iglesia de Santo Domingo una serie de diez cuadros llamada "Los Reyes de Judá", en la que se representan varios monarcas de Judea que son nombrados en la Biblia: David, Salomón, Roboam, Abiam (Abías), Asa, Ajáz, Ezequías, Manassés, Josías y Joaquín. La serie de dieciséis cuadros de "Los Profetas", encargados para La Compañía, fue terminada finalmente con doce pinturas más, conocidas como "Los Profetas Menores".

## Listado de obras

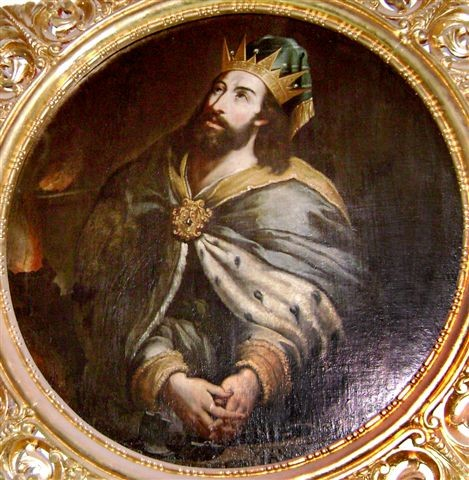
Rey Manassés, parte de la obra Reyes de Judá. Iglesia de Santo Domingo,.

Sus obras se concentran principalmente en la Iglesia de Guápulo, Santo Domingo, Compañía y en el Museo Nahim Isaías:
- Dibujo para el grabado de la Provincia Jesuítica de Quito, 1717
- Retablo de La Virgen del Pilar, s. f. en el Santuario de Guápulo
- Reyes de Judá, s. f. (atrib.), en la Iglesia de Santo Domingo
- Serie de profetas del Antiguo Testamento; s. f. (atrib.), en la Iglesia de la Compañía de Jesús
- Cristo Coronado de Espinas, que se encuentra en El Carmen Bajo.
- Los Apóstoles, una serie de seis lienzos que se encuentran en la Curia de Quito.
- Tres cuadros sin nombre, en la Sala Capitular de San Agustín.
- Arcángel San Gabriel, Museo Nahim Isaías
- Educación de la niña María, Museo Nahim Isaías
- Inmaculada con Adán y Eva, Museo Nahim Isaías
- Jesús el Maestro, Museo Nahim Isaías

### Galería

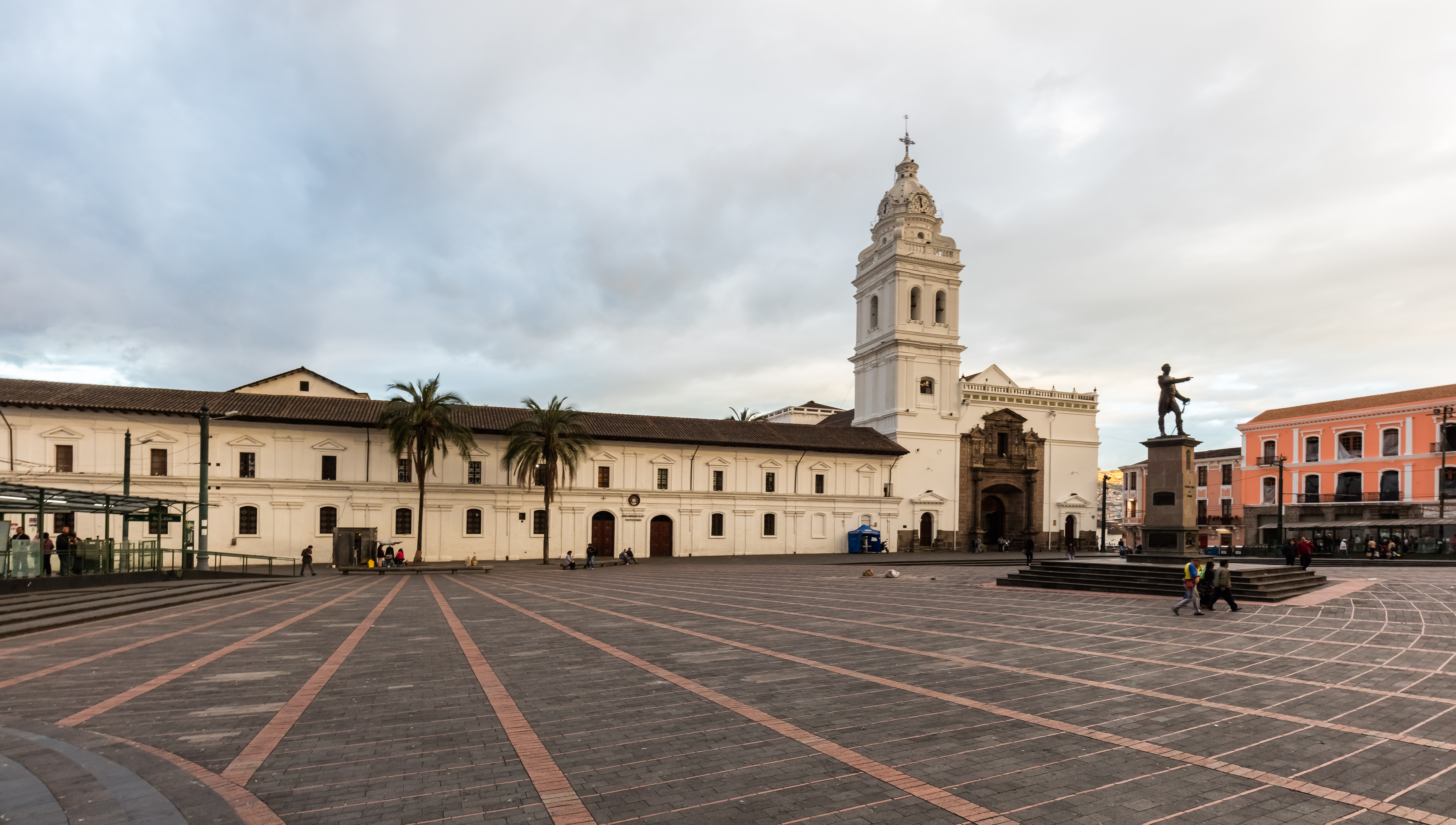
Iglesia y Convento de Santo Domingo, donde se encuentra la serie Los Reyes de Judá en el refectorio.
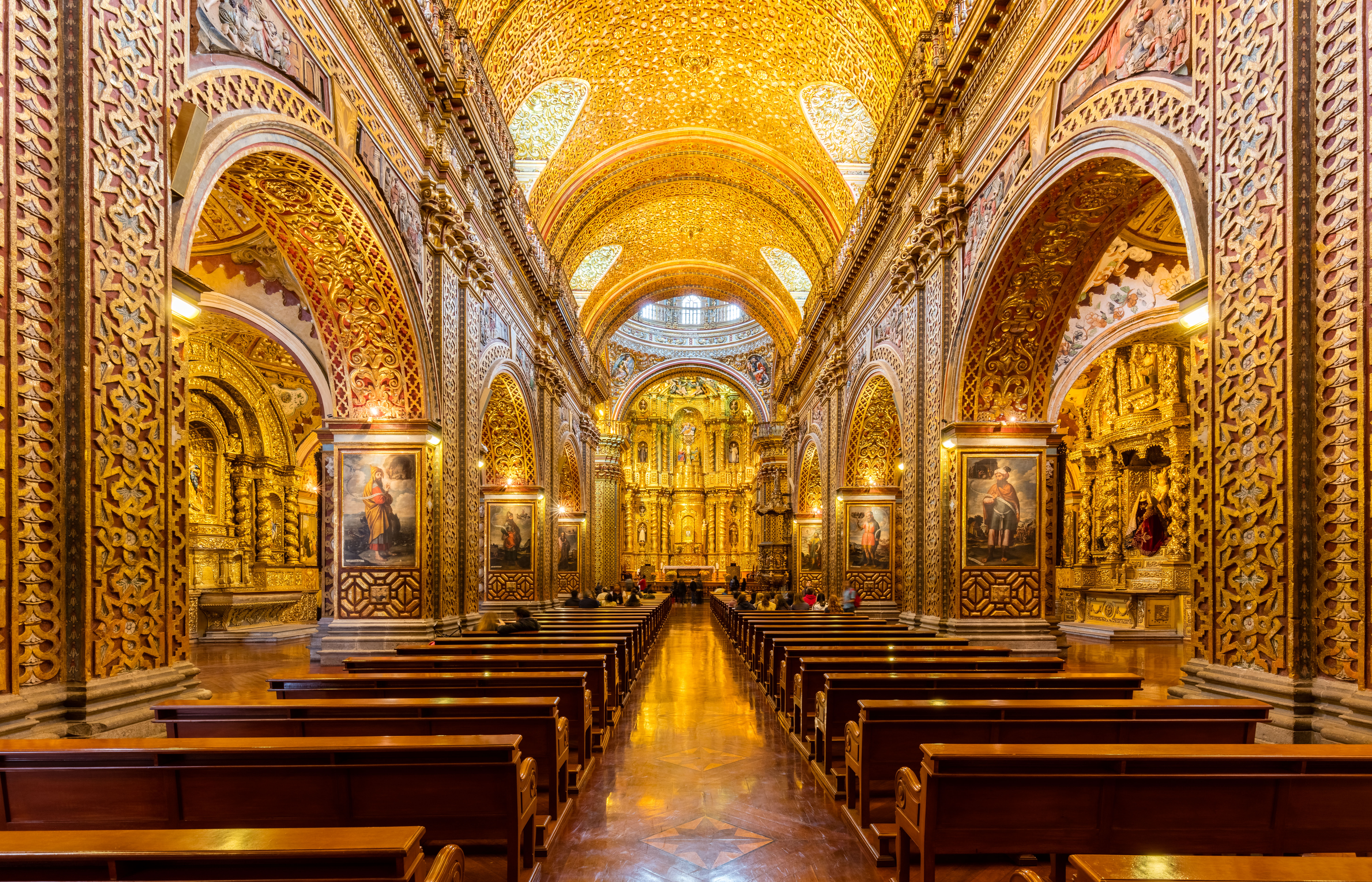
Interior de la Iglesia de la Compañía donde se encuentra en las columnas las pinturas de la serie Los Profetas
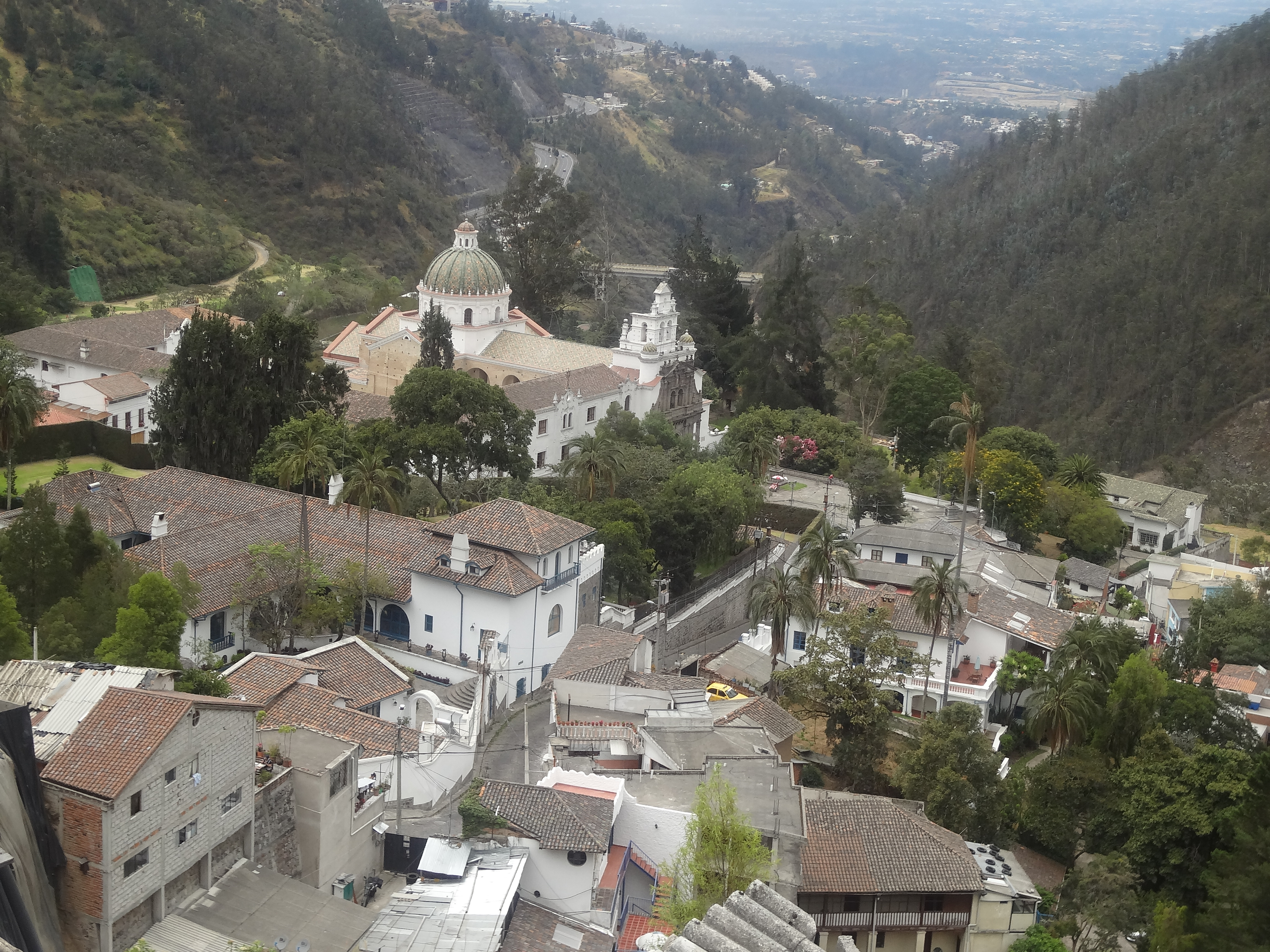
Iglesia de Nuestra Señora de Guápulo, donde Goríbar trabajó con Miguel de Santiago y donde se encuentra el retablo de la Virgen del Pilar, atribuido a Goríbar.
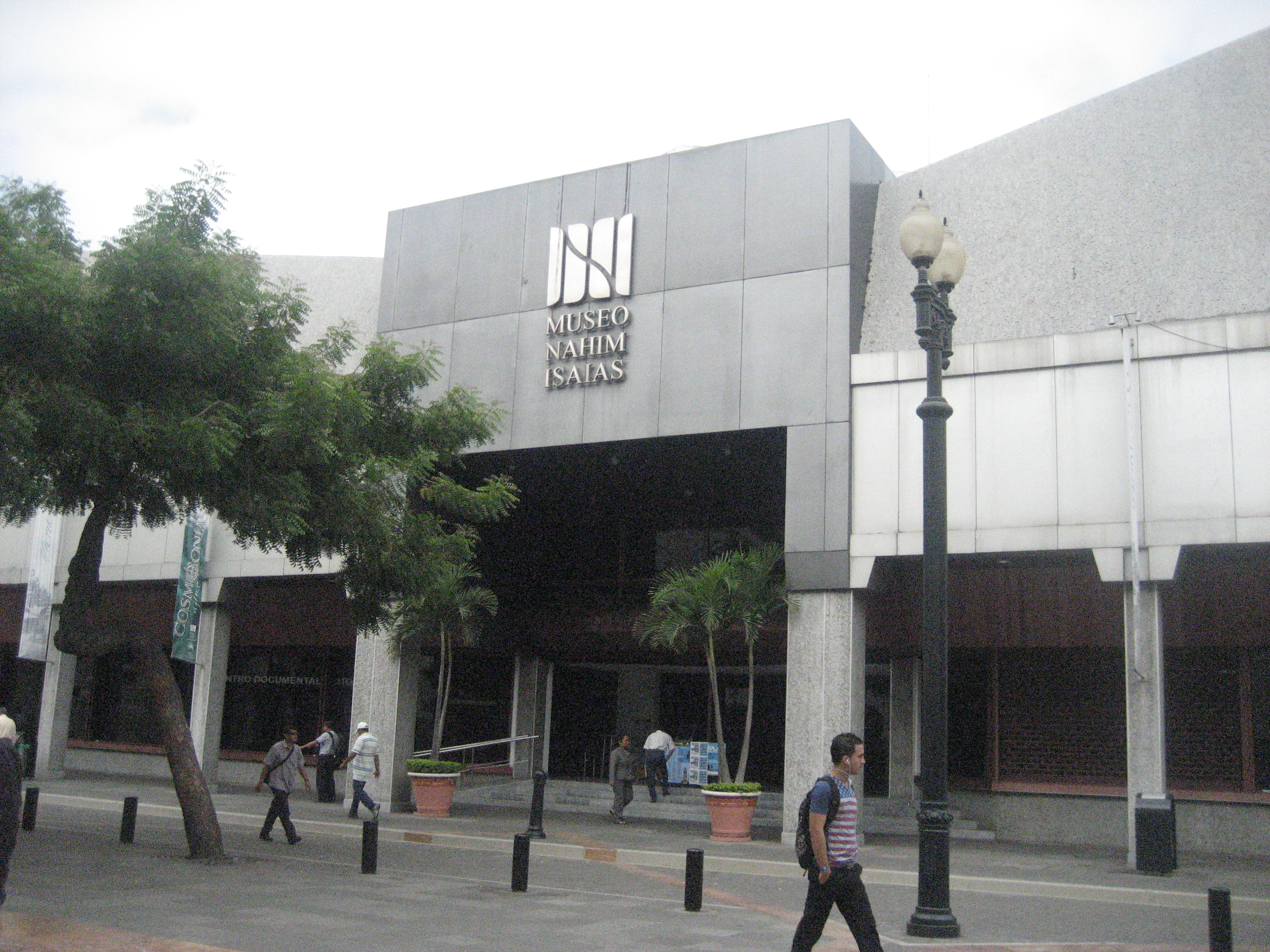
Museo Nahim Isaías, donde se encuentran varias pinturas de Goríbar, en Guayaquil

## Legado
Aunque Goríbar dejó varios discípulos, según el padre José María Vargas: la escuela de pintura quiteña sufrió un largo período de decadencia que coincidió con la mitad y los finales del siglo XVIII, que fueron años de obras de discreta factura, de aspiraciones y proporciones más bien menores. En realidad en esta época cobra mayor importancia la escultura, de la mano de importantes nombres como Bernardo de Legarda y Manuel Chili (Caspicara). Por esta razón fue Goríbar el último gran pintor del periodo de mayor desarrollo de la Escuela Quiteña y que sería clausurado por Manuel de Samaniego a finales del siglo XVIII quien buscaría su renovación a través del cambio en los colores, la creación de un tratado y la formación de una escuela nueva a través de Antonio Salas.